# Donald V. Bennett

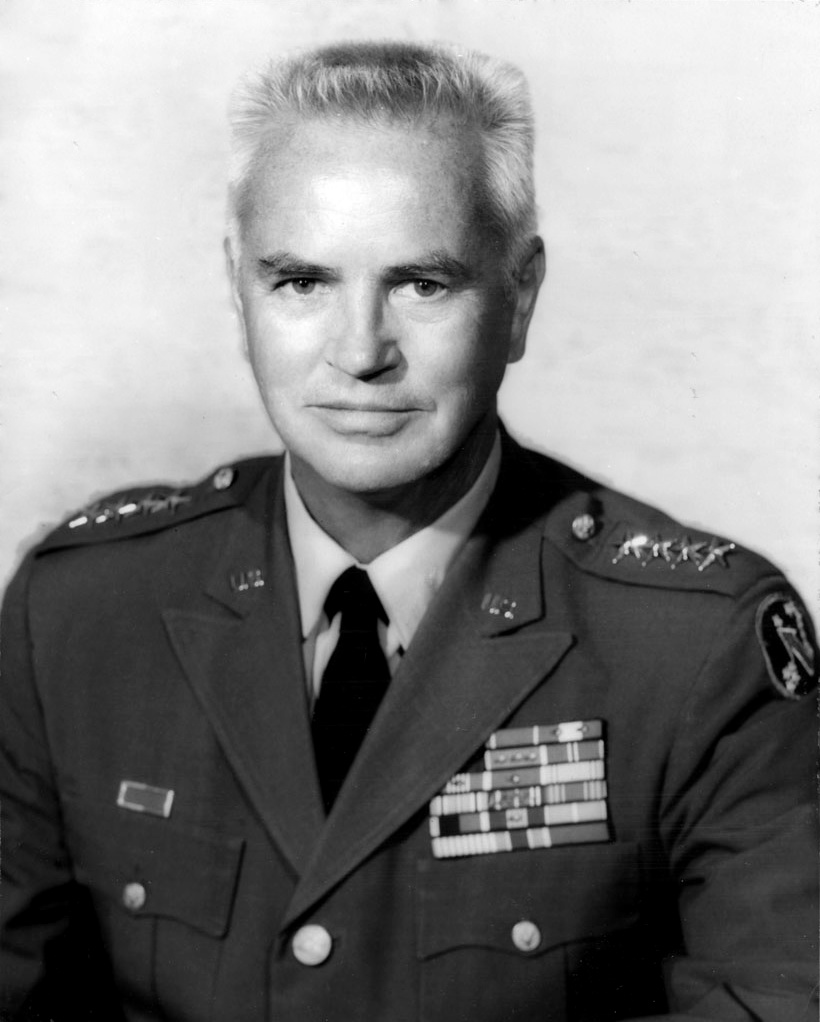
Donald V. Bennett, um 1972

Donald Vivian Bennett (* 9. Mai 1915 in Lakeside, Ottawa County, Ohio; † 28. November 2005 in Asheville, North Carolina) war ein General der United States Army. Er war unter anderem als Superintendent Leiter der Militärakademie West Point und Kommandeur der United States Army Pacific.
Donald Bennett war der Sohn von Louis Bennett und Mary Grills Jacka, die aus England in die USA eingewandert waren. Die Familie zog mehrfach innerhalb des Staates Ohio um und Donald besuchte die dortigen öffentlichen Schulen. Danach begann er ein Studium an der Michigan State University in East Lansing. Dieses Studium gab er aber bald wieder auf. Nachdem ein Versuch, in die Militärakademie West Point aufgenommen zu werden, im Jahr 1934 gescheitert war, arbeitete er für kurze Zeit bei der Eisenbahngesellschaft New York Central Railroad. Auch sein zweiter Versuch, in West Point aufgenommen zu werden, scheiterte an der Aufnahmeprüfung im Fach Mathematik. Im Jahr 1936 gelang es ihm dann im dritten Anlauf, doch noch an der Akademie aufgenommen zu werden. In den Jahren 1936 bis 1940 absolvierte er diese Ausbildungsstätte. Nach seinem dortigen Abschluss wurde er als Leutnant der Artillerie zugewiesen. In der Armee durchlief er anschließend alle Offiziersränge vom Leutnant bis zum Vier-Sterne-General.
Nach einem Übungsaufenthalt in der Mojave-Wüste wurde er in Fort Hill in Virginia stationiert. Während des Zweiten Weltkrieges diente er zunächst in Nordafrika in verschiedenen Funktionen. Während der Casablanca-Konferenz gehörte er zum Sicherheitspersonal um Präsident Franklin D. Roosevelt. Bennett war auch am Algerien- und Tunesienfeldzug unter General George S. Patton beteiligt. Dabei befehligte er eine Einheit, die mit den damals neuen M7 Panzerhaubitzen ausgerüstet war. Im Jahr 1943 gehörte er zu den Truppen, die an der alliierten Landung auf Sizilien teilnahmen (siehe Operation Husky). Bei der am 6. Juni 1944 erfolgten Landung der Alliierten in der Normandie befehligte Bennett das 62nd Armored Field Artillery Battalion, das mit der zweiten Landungswelle den Strand erreichte und gleich unter schweres Feuer der deutschen Verteidiger geriet. Dabei erlitt seine Einheit schwere Verluste. Trotzdem gelang es ihnen, sich am Strand zu behaupten und zusammen mit den anderen beteiligten Verbänden die Deutschen zurückzudrängen. In der Folge nahm Bennett am Befreiungsfeldzug in Frankreich teil. Er war mit seiner Einheit auch an der Abwehr der deutschen Ardennenoffensive beteiligt. Später gehörte er zu den US-Truppen, die durch Deutschland bis ins heutige Tschechien vordrangen.
Nach dem Krieg setze Donald Bennett seine militärische Laufbahn fort. Im November 1945 kehrte er in die Vereinigten Staaten zurück. Er bekleidete verschiedene militärische Stellungen und absolvierte das Command and General Staff College sowie das United States Army War College. Von 1963 bis 1966 war er als Direktor Abteilungsleiter im Generalstab (Director of Strategic Plans and Policy for the Office of the Deputy Chief of Staff for Military Operations, US Army). Zwischen 1966 und 1968 war Bennett als Nachfolger von James Benjamin Lampert 47. Leiter der Militärakademie West Point. Anschließend war er für kurze Zeit bis September 1969 Kommandeur des VII Corps und dann  bis 1972 als Nachfolger von Joseph Carroll Leiter der Defense Intelligence Agency. Von August 1973 bis August 1974 war er Oberbefehlshaber der United States Army Pacific. Anschließend ging er in den Ruhestand.
Im Jahr 2002 veröffentlichte General Bennett seine Memoiren unter dem Titel Honor Untarnished.  Darin geht er vor allem auf seine Erlebnisse während des Zweiten Weltkriegs ein. Er starb am 28. November 2005 in Asheville in North Carolina.

## Orden und Auszeichnungen
General Donald Bennett erhielt im Lauf seiner militärischen Laufbahn unter anderem folgende Auszeichnungen:
- Army Distinguished Service Medal
- Distinguished Service Cross
- Legion of Merit
- Bronze Star Medal
- Purple Heart (2-Mal)